# Mycetophagus tenuifasciatus
Mycetophagus tenuifasciatus is een keversoort uit de familie boomzwamkevers (Mycetophagidae). De wetenschappelijke naam van de soort werd in 1878 gepubliceerd door George Henry Horn.